# Zen (樂隊)
Zen，一隊於1995年出道的香港樂隊，2000年推出專輯《Kawan》及同年發表單曲《愉快假期》之後，樂隊再沒有發表新歌。2017年，樂隊重組演出，作客《流行經典50年》演唱《I Remember You》一曲。
現各成員仍在音樂圈重事幕後工作，鼓手關禮琛早於千禧年代曾在英皇娛樂唱片宣傳部工作，為旗下歌手吳浩康、Twins、梁洛施等監製歌曲，近年主要與樂隊Dear Jane合作；低音結他手鄭偉鴻則於2013年開始在華納唱片從事歌手歌曲宣傳工作至今。結他手鄧衍輝仍為歌曲製作編曲監製、電結他樂手至今。
為了紀念出道30周年，Zen將於2025年8月舉行樂隊首次個人音樂會 <Back To You Concert>。

## 歷史
Zen由主音黃和興、低音結他手鄭偉鴻、結他手鄧衍輝（現名鄧衍輝）、及鼓手關禮琛組成，前身是1991年組成的獨立樂隊Zenith，樂隊組成後數年他們參加了《新一代流行音樂節》並脫穎而出獲得冠軍，進一步肯定樂隊的實力，成為香港搖滾音樂界的活躍份子，其後他們開始不斷在各大小型的音樂節目中演出，漸受各方注意，更在商台903 live音樂節目<Saturday night live> 節目中表演，最後受到當時由黃柏高Paco Wong主理的華納唱片的賞識並簽下唱片合約，轉攻主流樂壇，首張EP《I Remember You》於1995年中面世，獲得各方好評，唱片內多首歌曲不但打入了本地各主要流行榜，為他們闖入樂壇踏出了成功的第一步。
香港殿堂級樂隊組合Beyond鼓手葉世榮的公司簽了Zen的主音黃和興和結他手鄧衍輝組成了「九紫樂隊」，推出唱片，在香港和中國內地發展。

## 成員
- 主音：黃和興（Addison）1972年3月16日（53歲）[2]
- 低音結他手：鄭偉鴻（Martin）1972年1月15日（53歲）
- 結他手：鄧衍輝（James）1970年2月6日（55歲）
- 鼓手：關禮琛（Pesky）1972年10月25日（52歲）

## 音樂作品
- 1995年：《I Remember You（EP）》Warner Music、《交織怒火》Warner Music
- 1996年：《珍惜所有》Warner Music
- 1997年：《不熄之火 精選18首》Warner Music、《月光光》聖安娜月餅廣告歌 Warner Music

- 1998年：古惑仔龍爭虎鬥 電影原聲大碟 BMG Music

（主題曲:興波作浪 由鄭伊健、Zen樂隊主唱)
- 1999年：《晴天》BMG music

碟內 《回來》一曲由劉德華先生填詞 
- 2000年：《Kawan》在馬來西亞首先發行

## 獎項
曾於商業電台叱咤903節目《組Band時間》中，獲得多個最受歡迎獎項。
- 1995年 叱咤樂壇生力軍組合金獎（商業電台）
- 1995年 叱咤樂壇組合銅獎（商業電台）
- 1995年 香港新登場勁爆樂隊組合金獎（新城電台）
- 1995年 專業評判推介最有音樂才華新人獎（香港電台）[3]
- 1999年 叱咤樂壇組合銅獎（商業電台）

## 外部連結
| - Zen的Instagram帳戶 | - 黃和興的個人網站 （页面存档备份，存于） - 黃和興的Facebook專頁 - 黃和興的Instagram帳戶 - 黃和興的新浪微博 - YouTube上的黃和興頻道 - 黃和興在香港影庫上的簡介 （页面存档备份，存于） | - 鄧衍輝的個人網站 - 鄧衍輝的Instagram帳戶 - 鄧衍輝的新浪微博 - 鄧衍輝在香港影庫上的簡介 （页面存档备份，存于） | - 鄭偉鴻的Instagram帳戶 | - 關禮琛的Instagram帳戶 |